# San Miguel de Buenavista
San Miguel de Buenavista är en ort i Mexiko.   Den ligger i kommunen Jala och delstaten Nayarit, i den centrala delen av landet, 600 km väster om huvudstaden Mexico City. San Miguel de Buenavista ligger 1 887 meter över havet och antalet invånare är 517.
Terrängen runt San Miguel de Buenavista är varierad. San Miguel de Buenavista ligger uppe på en höjd. Runt San Miguel de Buenavista är det ganska glesbefolkat, med 30 invånare per kvadratkilometer. Närmaste större samhälle är Ixtlán del Río, 7,6 km söder om San Miguel de Buenavista. I omgivningarna runt San Miguel de Buenavista växer huvudsakligen savannskog.